# 勞卡國家公園
勞卡國家公園是智利的國家公園，位於該國北部，由阿里卡和帕里納科塔大區負責管轄，成立於1970年，面積1,379平方公里，是超過140種鳥類的棲息地。

## 外部連結
- （西班牙文） Parque Nacional Lauca
- World Database on Protected Areas entry （页面存档备份，存于）

- WCMC Site Sheet (Aug. 1990)